# Zabromorphus rivalis
Zabromorphus rivalis är en skalbaggsart som först beskrevs av Lewis 1897.  Zabromorphus rivalis ingår i släktet Zabromorphus och familjen stumpbaggar. Inga underarter finns listade i Catalogue of Life.